# Santa Clause è nei guai
Santa Clause è nei guai (The Santa Clause 3: The Escape Clause) è il terzo e ultimo film della serie di Santa Clause. La traduzione del titolo segue il gioco di parole, usato anche nei primi due film, che si basa sull'omofonia tra Claus (il nome inglese di Babbo Natale, Santa Claus) e Clause (letteralmente clausola, in quanto il protagonista dovrà sottostare, durante l'avventura narrata nel film, a una serie di clausole contrattuali).

## Trama
Quattro anni dopo gli eventi del secondo film Carol, la moglie di Santa Claus, rimane incinta. Ma Babbo Natale, confuso e disperato anche per la visita della sua ex moglie e dei suoceri, si spaccia per un giocattolaio del Canada insieme ai suoi elfi, facendoli passare per bambini-giocattolai canadesi. Ma il malvagio Jack Brina trama per il posto di Babbo Natale e con un inganno riesce a impossessarsi della pallina di neve di Babbo Natale, facendogli dire: "Vorrei non essere mai diventato Santa Claus"; così si ritrovano insieme nella notte in cui Scott divenne Santa Claus, Jack riesce a indossare il vestito e diventa Santa Claus. Il vero Santa Claus, invece, si ritrova intrappolato in un presente alternativo in cui lavora in ufficio senza l'ombra di un qualche rapporto sentimentale. Dopo qualche minuto, chiede a un assistente che cosa ne è stato della sua famiglia, ed egli gli risponde che lui non ne parla mai. Ritorna a casa e scopre quindi che il Polo Nord non è diventato altro che una noiosa fabbrica di giocattoli molto costosi. Tuttavia, grazie a un ingegnoso piano convince sua "nipote" a impossessarsi della pallina di neve di Santa Claus, ma Jack Brina se ne accorge e prende al volo la pallina. Scott, però, ha la registrazione della voce di Jack che dice: "Vorrei non essere mai diventato Santa Claus" e insieme si ritrovano di nuovo nella prima notte, ma questa volta Scott è pronto e riesce a trattenere Jack Brina, lasciando che il tempo riprenda il suo corso. Tornati al vero presente, Scott si riconcilia con sua moglie mentre Jack viene arrestato dai folletti poliziotti, Lucy senza timore di lui lo abbraccia e qualcosa nel cuore di Brina sta nascendo: esso ha compreso cosa vuol dire cos'è l'amore, affetto che cercava fin dall'inizio senza riuscire ad ottenerlo. A fine film si vede Carol che parla ai folletti quando poi entra Scott con in braccio il loro bambino, Buddy Clause.

## Personaggi
- Santa Clause: lo Scott Calvin dei precedenti capitoli, ma in questo capitolo diventa padre di nuovo insieme a sua moglie Carol. Stressato su come gestire la fabbrica di giocattoli, la nascita di suo figlio, i folletti e l'arrivo all'ultimo minuto dell'ex moglie, suo marito Neil e la loro figlia Lucy (che non hanno mai visto il Polo Nord a differenza di Charlie) per non parlare dei genitori di Carol, a cui dovrà nascondere la presenza del luogo dove è nato il Natale. Sarà ostacolato dall'invidioso Jack Brina, bramoso di rubargli il ruolo di Babbo Natale, che saboterà ogni momento felice che gli accadrà, e alla fine rubando la palla con la neve di Scott e facendogli dire di non voler essere mai stato Santa Claus, torna al momento della morte del Santa caduto dal tetto di casa dei Calvin e ruba i suoi vestiti prima di Scott, diventando il nuovo Babbo Natale e rendendo il Polo Nord un incubo. Scott dovrà riportare la faglia temporale alla normalità per tornare al vero presente.
- Carol: la moglie di Santa Clause. Vive con lui e i folletti al Polo Nord. Con l'arrivo dei suoi genitori, Scott passa meno tempo con lei e quei pochi minuti che rimane col marito è continuamente ostacolata da Jack Brina, che fa in modo di rovinare quell'amore cospirando di rubare il ruolo di Santa Clause, finendo per mandare in crisi anche il loro matrimonio. Alla fine, quando Scott rimetterà il suo passato a posto, Carol farà pace con il marito e alla fine del film darà alla luce suo figlio, Buddy Clause.
- I Miller (Neil, Laura, Charlie e Lucy): la famiglia di Scott vista nel precedente capitolo. Verranno a far visita al Polo Nord per vedere la fabbrica di Scott per aiutare Carol con la gravidanza e conoscere il luogo dove si creano i giocattoli.
- I suoceri: i genitori di Carol. Scott con l'aiuto dell'Omino dei Sogni riesce ad addormentarli per portarli al Polo Nord, e gli fa credere (dato che nessuno al di fuori di Santa Clause e i folletti deve sapere dell'esistenza di tale luogo magico) che la fabbrica di giocattoli è una fabbrica in Canada e che i folletti sono lavoratori canadesi nani.
- I folletti: i piccoli lavoratori di Santa Clause, capeggiati da Bernard e dal vice Curtis. Verranno schiavizzati da Brina quando esso altererà il presente, avendo rubato al Scott del passato la casacca di Santa Clause e quindi il lavoro, e costretti a vendere giocattoli costosi alla gente, che viaggia in aereo verso il Polo Nord per visitare la fabbrica di Santa Clause, trasformata da Brina in una squallida meta turistica e show da baraccone.
- Jack Brina: l'antagonista del film. È lo spirito dell'inverno, capace di manipolare il ghiaccio e il freddo a suo piacimento. Veste con una giacca blu congelata sulle spalle e porta una capigliatura alzata ricoperta di ghiaccio. È l'artefice dei disastri a discapito di Scott, dato che congelando i macchinari della fabbrica metterà in seria crisi il matrimonio tra lui e Carol, dato che Scott dovrà pensare più ai giocattoli che restare con la moglie che aspetta un figlio da lui. Il piano di tutto ciò è rubare la palla con neve di Scott e fargli davvero desiderare che egli non voglia più essere Santa Clause per diventarlo lui, e ci riesce, teletrasportando Scott in un presente alternativo dove non essendo più Babbo Natale è odiato dalla sua famiglia, soprattutto da Charlie che ha avuto sempre fiducia in lui. Nel rubare la pallina magica viene scoperto da Lucy, Laura e Neil ma esso congela quest'ultimi due e rinchiude Lucy nella stanza delle palle con la neve. Alla fine sarà la stessa bambina a farlo diventare buono abbracciandolo tanto da farlo cambiare d'aspetto e carattere, riscaldandogli il cuore con il suo affetto. Si scopre infatti che la malvagità di Jack era dovuta alla sua incomprensione, ovvero che siccome l'inverno che governa è visto in malo modo da tutti al Polo Nord, i folletti e le creature leggendarie lo hanno sempre ritenuto un pericolo e lo evitano, mentre i bambini umani non sanno nemmeno chi sia.
- Fatina dei denti: la creatura leggendario che raccoglie i denti caduti dei bambini, lasciando loro in cambio una moneta. È un uomo con due piccole ali da farfalla sulla schiena che gli permettono di volare, controlla sempre che gli altri abbiano i denti sani e puliti e prova in tutti i modi di cambiare nome. Alla fine, su consiglio di Santa Clause, adotta il nome di Mollarneitor.
- Padre Tempo: la creatura leggendaria che governa il tempo. È un uomo anziano con capelli bianchi e una folta barba bianca anch'essa, molto più lunga di quella di Santa Clause. È sempre visto in compagnia di Madre Natura nelle sedute delle creature leggendarie.
- Madre Natura: la creatura leggendaria che governa la natura e le stagioni. È una bellissima donna ed è sempre vista in compagnia di Padre Tempo durante le sedute delle creature leggendarie.
- Coniglio Pasquale: la creatura leggendaria che gestisce le festività legate alla Pasqua. È un coniglio gigante antropomorfo a cui piace fare battute. Sembra che alla fine egli s'innamori della madre di Carol.
- Omino dei Sogni: la creatura leggendaria che fa addormentare i bambini con la sua polvere del sonno. È sempre vestito con il pigiama (con tanto di cappello da notte) e ogni volta che gli si parla egli s'addormenta.
- Cupido: la creatura leggendaria che gestisce la festa di San Valentino. È un cherubino che fa breccia nel cuore delle persone con le sue frecce dell'amore, ma sembra che però esse siano inefficienti sulle altre creature leggendarie, compreso lo stesso Cupido che non può veder realizzato il suo sogno di trovare la sua compagna e così mollare il suo lavoro.

## Riconoscimenti
- 2006 - Razzie Awards
  - Nomination Peggior attore protagonista a Tim Allen
  - Nomination Peggior attore non protagonista a Martin Short
  - Nomination Peggior coppia a Tim Allen e Martin Short
  - Nomination Peggior sequel
  - Nomination Peggior pretesto per un film per famiglie
- 2007 - BMI Film & TV Award
  - Miglior colonna sonora a George S. Clinton
- 2007 - Young Artist Awards
  - Nomination Miglior cast giovane

## Sequel
- Nuovo Santa Clause cercasi